# Traktor Isarena
Traktor Isarena (russisk: Ледо́вая аре́на "Тра́ктор", tr. Ledovaja arena "Traktor") er en indendørs arena beliggende i Tjeljabinsk, Rusland. Den bruges til forskellige indendørs arrangementer og er hjemmebane for ishockeyklubben Traktor Tjeljabinsk. Kapaciteten er 7.500 tilskuere. Den erstattede Junost Sportspalads som hjemmebane for Traktor i 2009.

## Ekstern henvisning
- Wikimedia Commons har flere filer relateret til Traktor Isarena
- Arena information Arkiveret 26. august 2014 hos  Wayback Machine (svensk)

| Sport | Spire Denne artikel om sport er en spire som bør udbygges. Du er velkommen til at hjælpe Wikipedia ved at udvide den. |

55°10′30″N 61°17′14″Ø / 55.1749°N 61.2873°Ø